# کوچچوم
کوچچوم (روسی: Кочечум) یک رودخانه در سرزمین کراسنویارسک کشور روسیه است.